# سانت‌آنا آرزی
سانت‌آنا آرزی (به ایتالیایی: Sant'Anna Arresi) یک کومونه در ایتالیا است که در استان کاربونیا-ایگلسیاس واقع شده‌است. سانت‌آنا آرزی ۳۶٫۷ کیلومتر مربع مساحت و ۲٬۷۳۰ نفر جمعیت دارد.